# Epidendrum piperinum
Epidendrum piperinum är en orkidéart som beskrevs av John Lindley. Epidendrum piperinum ingår i släktet Epidendrum och familjen orkidéer. Inga underarter finns listade i Catalogue of Life.